# Liga de Fútbol de Primera División 2017/18

Logo der Liga de Fútbol de Primera División

Die Liga de Fútbol de Primera División 2017/18 beinhaltete die 111. und 112. Auflage der Liga de Fútbol de Primera División, der höchsten costa-ricanischen Fußballliga. In dieser Saison wurden, wie in den letzten Jahren üblich, zwei Meisterschaften - Campeonato Banco Popular Apertura 2018 und Campeonato Banco Popular Clausura 2019 - ausgespielt. Die Gewinner beider Meisterschaften qualifizieren sich für die CONCACAF Champions League 2019 bzw. die CONCACAF League 2018.

## Austragungsmodus
Die Saison 2017/18 war in die zwei Spielzeiten Campeonato Banco Popular Apertura 2017 und Campeonato Banco Popular Clausura 2018 aufgeteilt. Die beiden Meisterschaften wurden im folgenden Modus ausgespielt:
- Zunächst spielten die zwölf teilnehmenden Mannschaften in einer Einfachrunde (Hin- und Rückspiel) im Modus "Jeder gegen Jeden" die besten vier Mannschaften aus.
- Anschließend folgte eine Meisterschaftsendrunde der besten vier Klubs, ebenfalls im Modus "Jeder gegen Jeden".
- Im Finale trafen der Bestplatzierte der Hauptrunde und der Sieger der Meisterschaftsendrunde aufeinander, um den Meister auszuspielen.

Aus den Hauptrunden der beiden Meisterschaften (Invierno und Verano) wurde eine Gesamttabelle erstellt; der Letztplatzierte in dieser Wertung stieg in die Liga de Ascenso-Segunda División ab.

## Besondere zusätzliche Regeln
- In jedem Kader (aus maximal 30 Spielern bestehend) durften sich höchstens vier Ausländer befinden.
- Alle Mannschaften müssen mindestens 810 Minuten U-21-Spieler zum Einsatz kommen lassen. Alle Vereine, die diese Regel nicht einhielten, mussten eine Strafe von einer Million Colones bezahlen, allen anderen wurde diese Summe als Prämie ausgezahlt, dem Klub mit den meisten summierten Minuten sogar drei Millionen Colones.

## Teilnehmer
Bis auf Absteiger AD San Carlos alle weiteren elf Vereine der vorherigen Saison weiterhin teil. Hierbei ist jedoch zu beachten, dass Belén FC seinen Namen zu Guadalupe FC veränderte und in die gleichnamige Stadt umgezogen ist.
Neu dabei war AD Municipal Grecia FC als Aufsteiger aus der Liga de Ascenso-Segunda División. Von den sieben costa-ricanischen Provinzen hatte lediglich Puntarenas keinen Vertreter in der FPD. Die Provinz San José war mit vier Vereinen am stärksten vertreten, während die Stadt Alajuela zwei Vereine (AD Carmelita und LD Alajuelense) stellte.
| Verein                     | Herkunft (Kanton, Provinz) | Gründung | Erste Teilnahme | Erstklassig seit | Stadion (Kapazität)                    | M/P-Titel | TV-Rechte | Ausrüster    |
| -------------------------- | -------------------------- | -------- | --------------- | ---------------- | -------------------------------------- | --------- | --------- | ------------ |
| AD Carmelita               | Alajuela, Alajuela         | 1948     | 1958            | Invierno 2012    | Rafael Bolaños (1.000)                 | 1/0       | ExtraTV   | ProSport     |
| AD Municipal Grecia FC     | Grecia, Alajuela           | 1965     | Apertura 2017   | Apertura 2017    | Allen Riggioni Suárez (4.000)          | 0/0       | Repretel  | Living Sport |
| AD Municipal Liberia       | Liberia, Guanacaste        | 1977     | 2001            | Invierno 2015    | Edgardo Baltodano Briceño (6.500)      | 1/0       | Teletica  | ProSport     |
| AD Municipal Pérez Zeledón | Pérez Zeledón, San José    | 1991     | 1991/92         | 1991/92          | Municipal Otto Ureña (5.500)           | 0/0       | Teletica  | Textiles JB  |
| AD Santos de Guápiles      | Pococí, Limón              | 1961     | 1999/00         | Invierno 2009    | Ebal Rodrígez Aguilar(4.500)           | 0/0       | Teletica  | Living Sport |
| CD Saprissa                | Tibás, San José            | 1935     | 1949            | 1949             | Estadio Ricardo Saprissa Aymá (23.112) | 33/6      | Teletica  | Kappa        |
| CS Cartaginés              | Cartago, Cartago           | 1906     | 1921            | 1984             | José Rafael "Fello" Meza (13.500)      | 3/5       | Teletica  | Joma         |
| CS Herediano               | Heredia, Heredia           | 1921     | 1921            | 1921             | Eladio Rosabal Cordero (8.700)         | 26/10     | Repretel  | Umbro        |
| Guadalupe FC               | Goicoechea, San Jose       | 1979     | 1994/95         | Invierno 2011    | José Joaquín "Colleya" Fonseca (4.500) | 0/1       | Repretel  | Pirma        |
| LD Alajuelense             | Alajuela, Alajuela         | 1919     | 1921            | 1921             | Alejandro Morera Soto (18.000)         | 29/9      | Repretel  | Kelme        |
| Limón FC                   | Puerto Limón, Limón        | 1961     | 1964            | Invierno 2010    | Juan Gobán (3.500)                     | 0/0       | Repretel  | Living Sport |
| UCR FC                     | Montes de Oca, San José    | 1941     | 1941            | Invierno 2013    | Jorge Hernán "Cuty" Monge (5.500)      | 1/1       | Repretel  | Saeta        |

## Endstand

### Campeonato Banco Popular Apertura 2017
Dedicado: Luis Paulino Siles Calderón

#### Hauptrunde
| Pl.             | Verein                     | Sp. | S  | U  | N  | Tore    | Diff. | Punkte |
| --------------- | -------------------------- | --- | -- | -- | -- | ------- | ----- | ------ |
| 1.              | CS Herediano (M)           | 22  | 16 | 6  | 0  | 041:120 | +29   | 54     |
| 2.              | CD Saprissa                | 22  | 13 | 4  | 5  | 050:270 | +23   | 43     |
| 3.              | AD Santos de Guápiles      | 22  | 11 | 7  | 4  | 046:280 | +18   | 40     |
| 4.              | AD Municipal Pérez Zeledón | 22  | 10 | 6  | 6  | 043:330 | +10   | 36     |
| 5.              | LD Alajuelense             | 22  | 8  | 7  | 7  | 038:310 | +7    | 31     |
| 6.              | AD Municipal Grecia FC (N) | 22  | 8  | 7  | 7  | 031:370 | −6    | 31     |
| 7.              | Limón FC                   | 22  | 7  | 9  | 6  | 035:360 | −1    | 30     |
| 8.              | CS Cartaginés              | 22  | 4  | 11 | 7  | 027:380 | −11   | 23     |
| 9.              | UCR FC                     | 22  | 4  | 8  | 10 | 016:280 | −12   | 20     |
| 10.             | AD Carmelita               | 22  | 4  | 6  | 12 | 029:380 | −9    | 18     |
| 11.             | Guadalupe FC               | 22  | 3  | 7  | 12 | 022:360 | −14   | 16     |
| 12.             | AD Municipal Liberia       | 22  | 4  | 2  | 16 | 023:560 | −33   | 14     |
| Stand: Endstand |                            |     |    |    |    |         |       |        |

#### Endrunde
| Pl.             | Verein                     | Sp. | S | U | N | Tore    | Diff. | Punkte |
| --------------- | -------------------------- | --- | - | - | - | ------- | ----- | ------ |
| 1.              | AD Municipal Pérez Zeledón | 6   | 4 | 1 | 1 | 009:600 | +3    | 13     |
| 2.              | CD Saprissa                | 6   | 3 | 1 | 2 | 007:600 | +1    | 10     |
| 3.              | CS Herediano (M)           | 6   | 2 | 0 | 4 | 005:500 | ±0    | 06     |
| 4.              | AD Santos de Guápiles      | 6   | 1 | 2 | 3 | 003:700 | −4    | 05     |
| Stand: Endstand |                            |     |   |   |   |         |       |        |

#### Meisterschaftsfinale
| Sieger Endrunde            | Gesamt | Sieger Hauptrunde | Hinspiel | Rückspiel |
| -------------------------- | ------ | ----------------- | -------- | --------- |
| AD Municipal Pérez Zeledón | 1:0    | CS Herediano      | 1:0      | 0:0       |

#### Platzierungen
| Platz           | Verein                     |
| --------------- | -------------------------- |
| 01.             | AD Municipal Pérez Zeledón |
| 02.             | CS Herediano (M)           |
| 03.             | CD Saprissa                |
| 04.             | AD Santos de Guápiles      |
| 05.             | LD Alajuelense             |
| 06.             | AD Municipal Grecia FC (N) |
| 07.             | Limón FC                   |
| 08.             | CS Cartaginés              |
| 09.             | UCR FC                     |
| 10.             | AD Carmelita               |
| 11.             | Guadalupe FC               |
| 12.             | AD Municipal Liberia       |
| Stand: Endstand |                            |

### Campeonato Banco Popular Clausura 2018
Dedicado: Selección de Italia 90

#### Hauptrunde
| Pl.             | Verein                         | Sp. | S  | U | N  | Tore    | Diff. | Punkte |
| --------------- | ------------------------------ | --- | -- | - | -- | ------- | ----- | ------ |
| 1.              | CS Herediano                   | 22  | 13 | 6 | 3  | 034:140 | +20   | 45     |
| 2.              | CD Saprissa                    | 22  | 13 | 5 | 4  | 043:210 | +22   | 44     |
| 3.              | LD Alajuelense                 | 22  | 13 | 4 | 5  | 046:250 | +21   | 43     |
| 4.              | AD Santos de Guápiles          | 22  | 10 | 9 | 3  | 030:160 | +14   | 39     |
| 5.              | Guadalupe FC                   | 22  | 7  | 8 | 7  | 028:320 | −4    | 29     |
| 6.              | Limón FC                       | 22  | 7  | 7 | 8  | 031:310 | ±0    | 28     |
| 7.              | AD Municipal Pérez Zeledón (M) | 22  | 7  | 7 | 8  | 027:320 | −5    | 28     |
| 8.              | UCR FC                         | 22  | 6  | 7 | 9  | 026:320 | −6    | 25     |
| 9.              | AD Carmelita                   | 22  | 7  | 4 | 11 | 026:390 | −13   | 25     |
| 10.             | AD Municipal Grecia FC (N)     | 22  | 6  | 6 | 10 | 027:340 | −7    | 24     |
| 11.             | AD Municipal Liberia           | 22  | 3  | 6 | 13 | 018:440 | −26   | 15     |
| 12.             | CS Cartaginés                  | 22  | 1  | 9 | 12 | 016:320 | −16   | 12     |
| Stand: Endstand |                                |     |    |   |    |         |       |        |

#### Endrunde
| Pl.             | Verein                | Sp. | S | U | N | Tore    | Diff. | Punkte |
| --------------- | --------------------- | --- | - | - | - | ------- | ----- | ------ |
| 1.              | CD Saprissa           | 6   | 3 | 2 | 1 | 013:800 | +5    | 11     |
| 2.              | LD Alajuelense        | 6   | 3 | 2 | 1 | 010:800 | +2    | 11     |
| 3.              | CS Herediano          | 6   | 3 | 0 | 3 | 008:700 | +1    | 09     |
| 4.              | AD Santos de Guápiles | 6   | 1 | 0 | 5 | 005:130 | −8    | 03     |
| Stand: Endstand |                       |     |   |   |   |         |       |        |

#### Meisterschaftsfinale
| Sieger Endrunde | Gesamt          | Sieger Hauptrunde | Hinspiel | Rückspiel |
| --------------- | --------------- | ----------------- | -------- | --------- |
| CS Herediano    | 1:1 (3:4 i. E.) | CD Saprissa       | 1:1      | 0:0       |

#### Platzierungen
| Platz           | Verein                         |
| --------------- | ------------------------------ |
| 01.             | CD Saprissa                    |
| 02.             | CS Herediano                   |
| 03.             | LD Alajuelense                 |
| 04.             | AD Santos de Guápiles          |
| 05.             | Guadalupe FC                   |
| 06.             | Limón FC                       |
| 07.             | AD Municipal Pérez Zeledón (M) |
| 08.             | UCR FC                         |
| 09.             | AD Carmelita                   |
| 10.             | AD Municipal Grecia FC (N)     |
| 11.             | AD Municipal Liberia           |
| 12.             | CS Cartaginés                  |
| Stand: Endstand |                                |

### 2017–18
Gesamttabelle (Champions League und Abstieg)
| Pl.             | Verein                     | Sp. | S  | U  | N  | Tore    | Diff. | Punkte |
| --------------- | -------------------------- | --- | -- | -- | -- | ------- | ----- | ------ |
| 1.              | CS Herediano               | 44  | 29 | 12 | 3  | 075:260 | +49   | 99     |
| 2.              | CD Saprissa                | 44  | 26 | 9  | 9  | 093:480 | +45   | 87     |
| 3.              | AD Santos de Guápiles      | 44  | 21 | 16 | 7  | 076:440 | +32   | 79     |
| 4.              | LD Alajuelense             | 44  | 21 | 11 | 12 | 084:560 | +28   | 74     |
| 5.              | AD Municipal Pérez Zeledón | 44  | 17 | 13 | 14 | 070:650 | +5    | 64     |
| 6.              | Limón FC                   | 44  | 14 | 16 | 14 | 066:670 | −1    | 58     |
| 7.              | AD Municipal Grecia FC (N) | 44  | 14 | 13 | 17 | 058:710 | −13   | 55     |
| 8.              | Guadalupe FC               | 44  | 10 | 15 | 19 | 050:680 | −18   | 45     |
| 9.              | UCR FC                     | 44  | 10 | 15 | 19 | 042:600 | −18   | 45     |
| 10.             | AD Carmelita               | 44  | 11 | 10 | 23 | 055:770 | −22   | 43     |
| 11.             | CS Cartaginés              | 44  | 5  | 20 | 19 | 043:700 | −27   | 35     |
| 12.             | AD Municipal Liberia       | 44  | 7  | 8  | 29 | 041:101 | −60   | 29     |
| Stand: Endstand |                            |     |    |    |    |         |       |        |